# Eremophila alpestris

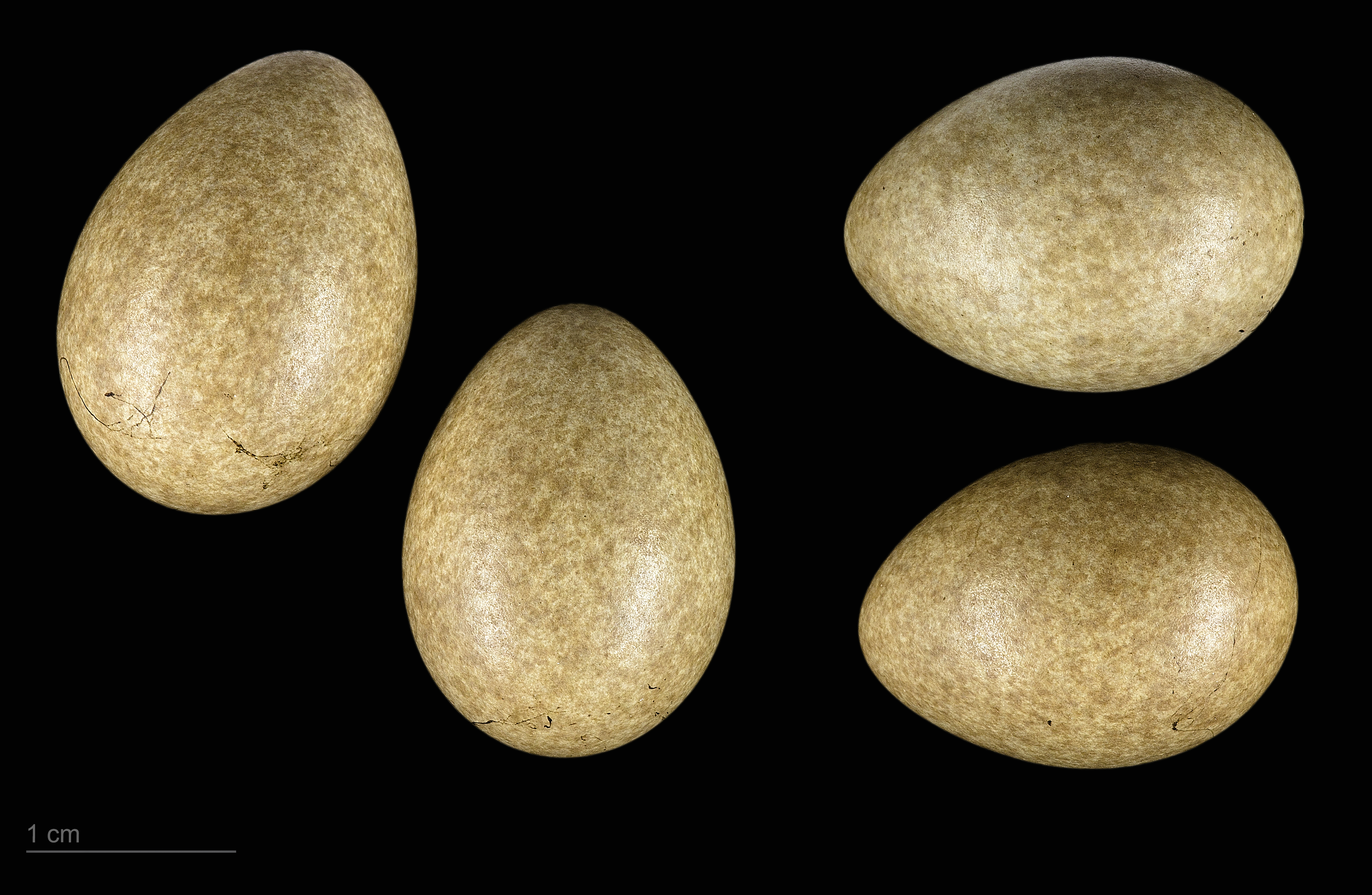
Eremophila alpestris flava - (MHNT)

Calhandra-cornuda ou calhandra-cornuda-comum (Eremophila alpestris), comummente conhecida como calhandra-cornuda, é um pássaro da família dos Alaudídeos, que se pode encontrar em todo o hemisfério norte, incluindo Portugal.

## Aspecto
Esta ave, que pode alcançar cerca de 20 centímetros de comprimento, caracteriza-se pela sua plumagem de coloração acastanhada e acinzentada no dorso, esbranquiçada no ventre e pelas manchas amarelas e negras, que se configuram num padrão facial distintivo de cada espécime.
Além disso, destaca-se ainda pelo par de tufos de penas negras, que lhe exornam o coruto da cabeça.

## Pesquisa
Em 2018, uma calhandra-cornuda congelada e bem preservada de 46.000 anos de idade foi encontrada no solo na área de Belaya Gora, no nordeste da Sibéria,  foi encontrada por caçadores de fósseis de marfim, que ulteriormente remeteram o espécime preservado para o Museu Natural de Ciência Sueco.
A análise genética também sugere que o pássaro pertencia a uma população que era um antepassada comum de duas subespécies extantes de alaudídeos (E. a. flava e E. a. brandti ), uma da Sibéria e outra das estepes da Mongólia. Os resultados apoiam esta teoria, uma vez que a diversificação da cotovia nessas subespécies parece ter ocorrido ao mesmo tempo em que o mamute-da-estepe desapareceu.

## Taxonomia
Esta espécie foi descrita por Lineu em 1758.
O nome científico Eremophila advém da aglutinação dos étimos ἐρῆμος (erêmos)do grego antigo que significa «ermo» ou «solitário» e φίλος (phílos) que signfica «querido» ou «amante», o que se traduz numa alusão à predileção desta espécie pelos ermos e charnecas.
Quanto ao epiteto da espécie, alpestris trata-se de uma alusão aos Alpes.

## Subespécies
São-lhe reconhecidas quarenta e duas subespécies(Nome comum dado em inglês):
- Pallid horned lark (E. a. arcticola) – (Oberholser, 1902): Encontrada do norte do Alasca até Colúmbia Britânica (oeste do Canadá)
- Hoyt's horned lark (E. a. hoyti) – (Bishop, 1896):Encontrada no norte do Canadá
- Northern American horned lark (E. a. alpestris) – (Linnaeus, 1758): Encontrada no leste do Canadá
- Dusky horned lark (E. a. merrilli) – (Dwight, 1890): Encontrada na costa oeste do Canadá e EUA
- Streaked horned lark (E. a. strigata) – (Henshaw, 1884): Encontrado no litoral do sul da Colúmbia Britânica (oeste do Canadá) até o litoral Oregon (oeste dos EUA)
- St. Helens horned lark (E. a. alpina) – (Jewett, 1943): Encontrada nas montanhas do oeste Washington (noroeste dos EUA)
- Oregon horned lark (E. a. lamprochroma) – (Oberholser, 1932): Encontrada nas montanhas do oeste dos EUA
- Desert horned lark (E. a. leucolaema) – Coues, 1874: Encontrado do sul Alberta (sudoeste do Canadá) até o centro-norte e centro dos EUA
- Saskatchewan horned lark (E. a. enthymia) – (Oberholser, 1902): Encontrada do centro-sul do Canadá até Oklahoma e Texas (centro dos EUA)
- Prairie horned lark (E. a. praticola) – (Henshaw, 1884): Encontrada no sudeste do Canadá, nordeste e leste dos EUA
- Sierra horned lark (E. a. sierrae) – (Oberholser, 1920):  Encontrada em montanhas do nordeste da Califórnia (oeste dos EUA)
- Ruddy horned lark (E. a. rubea) – (Henshaw, 1884): Encontrada no centro da Califórnia (oeste dos EUA)
- Utah horned lark (E. a. utahensis) – (Behle, 1938): Encontrada nas montanhas do centro-oeste dos EUA
- Island horned lark (E. a. insularis) – (Dwight, 1890): Encontrada em ilhas do sul da Califórnia (oeste dos EUA)
- California horned lark (E. a. actia) – (Oberholser, 1902): Encontrada em montanhas costeiras do sul da Califórnia (oeste dos EUA) e norte da Baja California (noroeste do México)
- Mohave horned lark (E. a. ammophila) – (Oberholser, 1902): Encontrada em desertos do sudeste da Califórnia e sudoeste de Nevada (sudoeste dos EUA)
- Sonora horned lark (E. a. leucansiptila) – (Oberholser, 1902): Encontrada em desertos do sul de Nevada, oeste do Arizona (sudoeste dos EUA) e noroeste do México
- Montezuma horned lark (E. a. occidentalis) – (McCall, 1851): Originalmente descrito como uma espécie separada. Encontrada no norte do Arizona e no centro do Novo México (sudoeste dos EUA)
- Scorched horned lark (E. a. adusta) – (Dwight, 1890): Encontrada no sul do Arizona e no sul do Novo México (sudoeste dos EUA), possivelmente no centro-norte do México
- Magdalena horned lark (E. a. enertera) – (Oberholser, 1907): Encontrada na parte central da Baja California (noroeste do México)
- Texas horned lark (E. a. giraudi) – (Henshaw, 1884): Encontrada no litoral centro-sul dos EUA e nordeste do México
- E. a. aphrasta – (Oberholser, 1902): Encontrada em Chihuahua e Durango (noroeste do México)
- E. a. lactea – Phillips, AR, 1970: Encontrada em Coahuila (centro-norte do México)
- E. a. diaphora – (Oberholser, 1902): Encontrada no sul de Coahuila, no nordeste de Puebla (centro-norte e leste do México)
- Mexican horned lark (E. a. chrysolaema) – (Wagler, 1831): Originalmente descrita como uma espécie separada no gênero Alauda. Encontrada do centro-oeste ao centro-leste do México
- E. a. oaxacae – (Nelson, 1897): Encontrada no sul do México
- Colombian horned lark (E. a. peregrina) – (Sclater, PL, 1855): Originalmente descrita como uma espécie separada. Encontrada na Colômbia
- Shore lark (E. a. flava) – (Gmelin, JF, 1789): Originalmente a calhandra-cornuda foi descrita como uma espécie separada no gênero Alauda. Encontrada no norte da Europa e no norte da Ásia
- Steppe horned lark (E. a. brandti) – (Dresser, 1874):  Originalmente descrita como uma espécie separada. Encontrada do sudeste da Rússia na Europa, na Mongólia Ocidental e no norte da China
- Moroccan horned lark (E. a. atlas) – (Whitaker, 1898): Essa subespécie também é chamada de "calhandra-cornuda". Originalmente descrita como uma espécie separada. Encontrada em Marrocos
- Balkan horned lark (E. a. balcanica) – (Reichenow, 1895): Essa subespécie também é chamada de "calhandra-cornuda". Encontrado no sul dos Balcãs e na Grécia
- E. a. kumerloevei – Roselaar, 1995: Encontrada na Ásia Ocidental e Central Menor
- Southern horned lark (E. a. penicillata) – (Gould, 1838): Essa subespécie também é chamada de "calhandra-cornuda". Originalmente descrita como uma espécie separada no gênero Alauda. Encontrada do leste da Turquia e do Cáucaso ao Irã
- Lebanon horned lark (E. a. bicornis) – (Brehm, CL, 1842): Essa subespécie também é chamada de "calhandra-cornuda". Originalmente descrita como uma espécie separada. Encontrada do Líbano à fronteira entre Israel  e Síria
- Pamir horned lark (E. a. albigula) – (Bonaparte, 1850): Essa subespécie também é chamada de "calhandra-cornuda". Originalmente descrita como uma espécie separada. Encontrada do nordeste do Irã e do Turquemenistão ao noroeste do Paquistão
- E. a. argalea – (Oberholser, 1902): Essa subespécie também é chamada de "calhandra-cornuda". Encontrada no extremo oeste da China
- Przewalski's lark (E. a. teleschowi) – (Przewalski, 1887): Essa subespécie também é chamada de "calhandra-cornuda". Originalmente descrita como uma espécie separada. Encontrada na China ocidental e central-oeste
- E. a. przewalskii – (Bianchi, 1904): Essa subespécie também é chamada de "calhandra-cornuda". Encontrada no norte de Qinghai (centro-oeste da China)
- E. a. nigrifrons – (Przewalski, 1876): Essa subespécie também é chamada de "calhandra-cornuda". Originalmente descrita como uma espécie separada. Encontrada no nordeste de Qinghai (centro-oeste da China)
- Long-billed horned lark (E. a. longirostris) – (Moore, F, 1856):Essa subespécie também é chamada de "calhandra-cornuda". Originalmente descrita como uma espécie separada. Encontrada no nordeste do Paquistão e no Himalaia ocidental
- E. a. elwesi – (Blanford, 1872): Essa subespécie também é chamada de "calhandra-cornuda". Originalmente descrita como uma espécie separada. Encontrada no platô tibetano do sul e leste
- E. a. khamensis – (Bianchi, 1904): Essa subespécie também é chamada de "calhandra-cornuda". Encontrado no sudoeste e centro-sul da China